# Sena (popolo)
I Sena sono un gruppo etnico bantu originario della regione nordoccidentale del Mozambico, della provincia di Sofala e della provincia di Zambezia. Si trovano anche in Malawi e Zimbabwe, vicino ai rispettivi confini con il Mozambico. I Sena del Malawi e dello Zimbabwe arrivarono dal Mozambico all'inizio del XX secolo come lavoratori migranti.
Parlano la lingua sena, chiamata anche chiSena o ciSena, che fa parte della famiglia linguistica bantu.
Storicamente il popolo Sena ha vissuto principalmente nella valle del fiume Zambesi, compreso tra le due grandi culture dei Shona – un importante gruppo etnico dello Zimbabwe, e dei Chewa – un importante gruppo etnico del Malawi e del Mozambico. Secondo l'antropologo Allen Isaacman, i Sena rappresentano una mescolanza di persone, che esibiscono "la maggior parte, anche se non tutte, delle caratteristiche dei gruppi culturali Shona".